# Tapinoma geei
Tapinoma geei é uma espécie de formiga do gênero Tapinoma.